# Armando Cupo
 Armando Cupo  (Buenos Aires Argentina, 26 de diciembre de 1921 – ídem, 21 de julio de 1990) fue un músico, compositor y director de orquesta dedicado al género del tango. Fue un eximio pianista, de estilo milonguero y marcación exacta, que 
no trató de formar conjuntos estables sino que sus iniciativas musicales estaban basadas en algún cantor de la talla de Roberto Rufino, Miguel Montero o Alberto Morán que solicitaba sus servicios en cuyo caso constituía una orquesta para acompañarlos. También fue uno de los fundadores del Sexteto Mayor.

## Actividad profesional

### Primeros años
Nació en calle Martiniano Leguizamón 721 del barrio de Liniers. Estudió música desde niño en un conservatorio musical cercano a su domicilio y a los dieciséis años se lucía como pianista en un cuarteto. En 1938 acompañaba desde su instrumento al cantante Roberto Chanel  en Radio Prieto y Radio Splendid, además de varios espectáculos.
En la década de 1940 pasó fugazmente por la orquesta de  Enrique Rodríguez e integró un cuarteto con tres músicos, entre los que estaba el violinista Oscar Herrero hasta que este pasó a trabajar en la orquesta de Pedro Maffia.

### Etapa con Roberto Rufino
Cupo pasó por corto tiempo por la orquesta de Florindo Sassone y en 1950 el cantante Roberto Rufino, que había trabajado en la orquesta de Carlos Di Sarli, le propuso que organizara y dirigiera una orquesta para acompañarlo a él como solista. Así lo hace Cupo, incorporando a prestigiosos músicos: Elvino Vardaro, Tato Besprovan, Atilio Blanco, Fidel De Luca y Emilio Fariñas en los violines; Edelmiro D’Amario, Pascual Mamone, José Dames y Luciano Leocata en los bandoneones, Alcides Rossi en contrabajo y Armando Cupo en la dirección y en el piano. La mayoría de los músicos había participado en las grabaciones realizadas con Rufino y Mamone oficiaba de arreglista. Grabaron diez temas para el reciente sello discográfico Orfeo y los dos primeros, Tangueando te quiero y Flor campera, son de antología.

## Con Alberto Morán
Más adelante Alberto Morán, que ya era un exitoso cantante, lo convocó a formar y dirigir su orquesta acompañante, con la cual hace la primera grabación el 26 de agosto de 1954 con los tangos No te engañes corazón y Avergonzado y se llegó a 46 registros, los últimos, de mayo de 1959: Charlemos de amor y Quiero hablarte nuevamente, de Roberto Giménez y letra de Jorge Vilela.

### Con Aldo Calderón
El bandoneonista Ismael Spitalnik lo invitó por esa época a acompañar al cantante Aldo Calderón que acababa de separarse de Aníbal Troilo, por lo cual se forma una orquesta en la que además de aquellos músicos están los bandoneonistas Leopoldo Federico y Fernando Tell, los violinistas David Díaz, Tato Besprovan y Simón Broitman y el contrabajista Alcides Rossi. La formación grabó para RCA Victor 14 temas con la voz de Calderón.

### Década de 1960
A mediados de 1960 integró con Hugo Baralis, Jorge Caldara, Kicho Díaz y los cantantes Marga Fontana y Héctor Ortiz un grupo musical que bautizan Estrellas de Buenos Aires con el que hacen presentaciones en locales nocturnos,  clubes de barrios y una gira estelar por países del Pacífico. El grupo grabó un disco con doce temas, entre los que destacan Quejas de bandoneón e Ilusión de mi vida. En 1963, Cupo, Luis Stazo y Mario Monteleone integran un trío para acompañar a Roberto Goyeneche que se acababa de separar de Troilo, a pedido de éste que consideraba que debía largarse como solista. Con ellos grabó varios temas, entre los cuales se destacan los tangos Frente al mar, Mi malacara y yo, No nos veremos más  y Que falta que me hacés.
En 1965, Cupo acompañó al Negro Miguel Montero para grabar para el sello Odeón 14 temas, que incluyeron Fuimos, Me están sobrando las penas, Por las calles de la vida, Qué solo estoy y Tristezas de la calle Corrientes. En la misma época pasó a integrar la orquesta estable de Radio El Mundo. En 1968, Alejandro Romay lo contrató para dirigir la orquesta estable del programa Grandes valores del tango, que se transmitía por canal 9, en la que participaron también Kicho Díaz, Hugo Baralis y Armando Calderaro. Al año siguiente, Morán se vinculó con la RCA Victor y nuevamente contrató a Cupo como director. En dos años registraron 24 grabaciones, que junto a las 46 de la primera etapa, sumaron 70 en total. De las grabaciones de Morán con Cupo, merecen destacarse temas como Bailemos, Su nombre era Margot, La vi llegar, Pasional, Dichas pasadas, Qué solo estoy o Cualquier cosa.

### Sexteto Mayor
Hacia 1972 José Libertella y Luis Stazo tuvieron la idea de formar un conjunto como el Quinteto Real por lo cual reunieron músicos, algunos pagados de sus propios bolsillos, y comenzaron a tocar juntos una vez por semana en Radio El Mundo (sin recibir retribución) y alternando la dirección del conjunto una vez cada uno. La integración inicial era:
- José Libertella, bandoneonista, arreglador y codirector.
- Luis Stazo, bandoneonista, arreglador y codirector.
- Reynaldo Nichele, violinista.
- Fernando Suárez Paz, violinista.
- Armando Cupo, pianista
- Omar Murtagh, contrabajista.

El gran cambio ocurrió cuando los contrataron para tocar en La Casa de Gardel cuyo dueño Machado Ramos les dio el nombre de Sexteto Mayor que luego conservaron.
Debutaron allí el 23 de abril de 1973 y el conjunto estaba seguro de que no iba a durar más de quince días, pero continuaron tocando. Una característica que tuvo el conjunto desde el inicio fue el de cuidar los aspectos empresarios y, por ejemplo, compraban sus propios discos para distribuirlos en las radios del interior del país para hacerse conocer. Cupo fue el pianista hasta 1975 en que fue reemplazado por Juan Mazzadi.

### Última etapa
En 1975 Cupo creó su propio sexteto con el que actuó en el mítico local tanguero Caño 14 y en Radio El Mundo y, ya en la década de 1980 abandona la actividad.

### Compositor
De su labor como compositor se recuerdan, entre otros,  los tangos Y no puedo olvidarte, con letra de Abel Aznar, Una vida más, con Mario Soto y los instrumentales, Bien de tango y Del setenta y tres.

### Valoración
Armando Cupo fue un eximio pianista, de estilo milonguero y marcación exacta, que tuvo la particularidad de que no trató de formar conjuntos estables como lo hacían otros maestros como Pugliese, Di Sarli o Troilo, sino que sus iniciativas musicales estaban basadas en algún cantor prestigiado que solicitaba sus servicios. Con buenas relaciones con los músicos y el ambiente tanguero en general, en tales casos constituía de inmediato una orquesta que ponía al servicio del lucimiento de cantores de la talla de Roberto Rufino, Miguel Montero o Alberto Morán.
Oscar Armando Cupo falleció en Buenos Aires, el 21 de julio de 1990.